# Аугустусбург и Фалькенлуст
Замок Аугустусбург (нем. Schlösser Augustusburg) и охотничий домик Фалькенлуст (нем. Jagdschloss Falkenlust) расположены в садовом ландшафте города Брюль и относятся к ранним образцам архитектуры рококо в Германии XVIII века. В 1984 году Зеркальный зал в замке Фалькенлуст, парк и оба дворца, как «первые значительные творения стиля рококо в Германии», были включены в Список объектов Всемирного наследия ЮНЕСКО.

## История

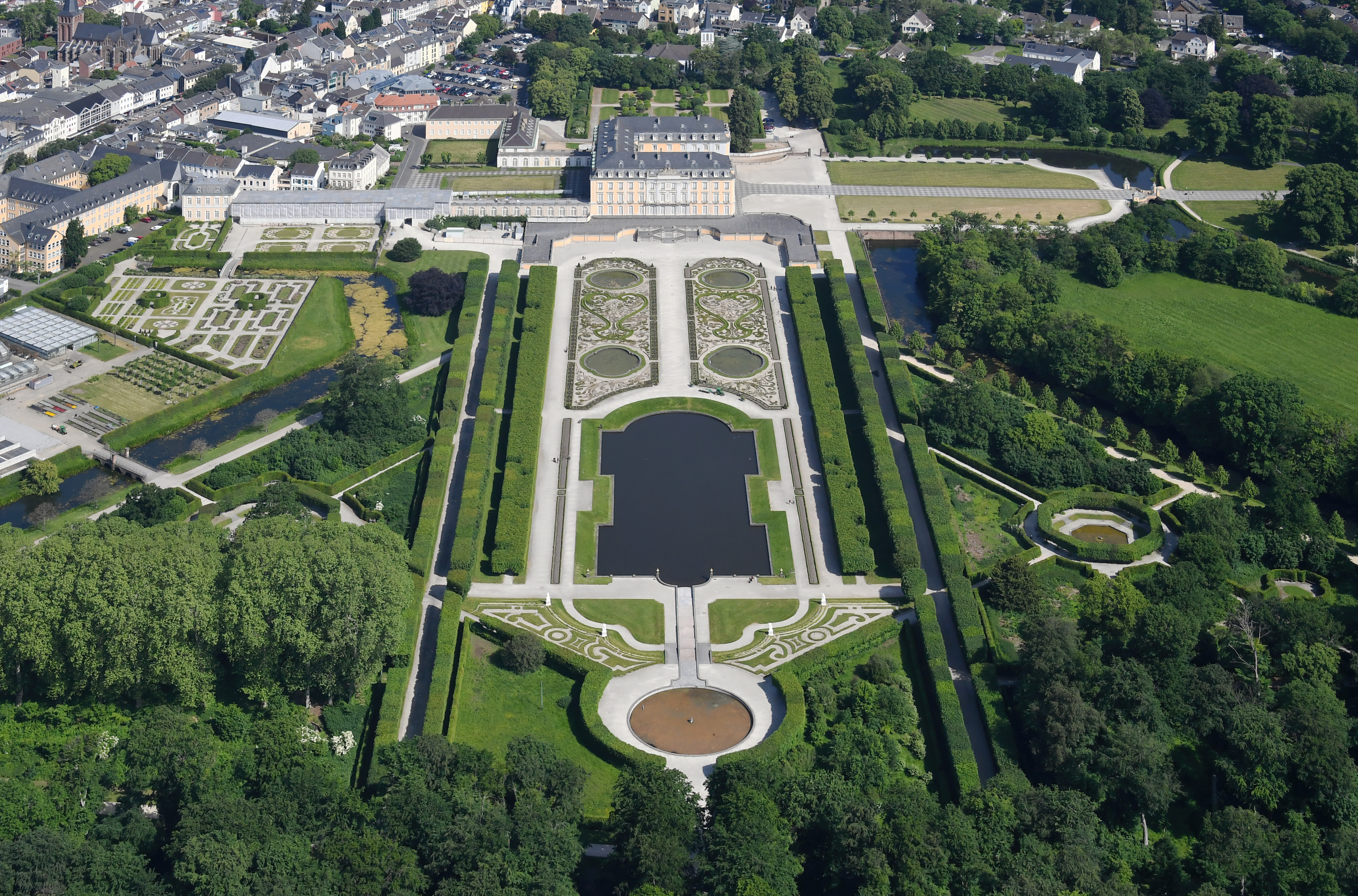
Общий вид дворца и парка

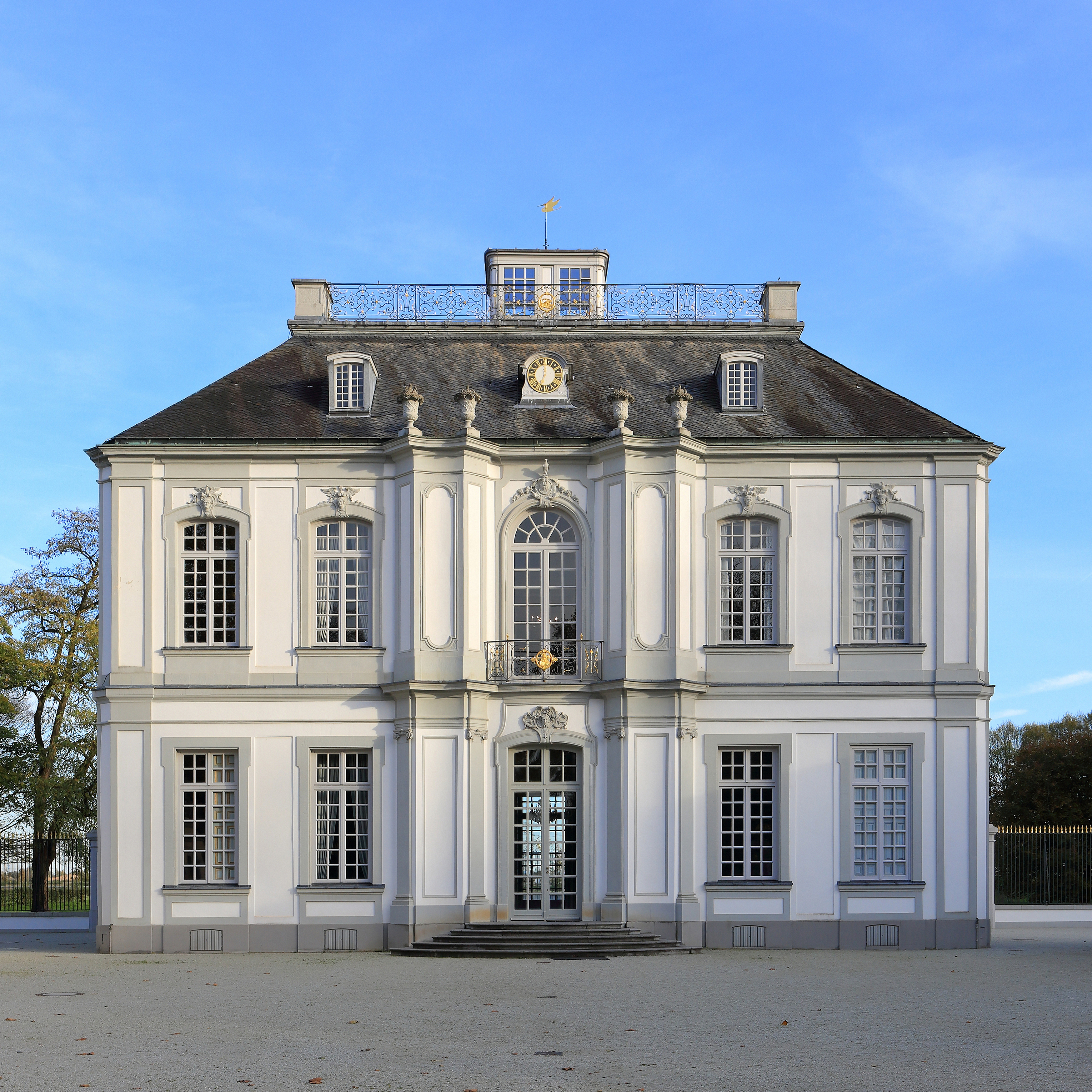
Охотничий замок Фалькенлуст. Восточный фасад

Оба замка возведены между 1725 и 1768 годами по распоряжению архиепископа и курфюрста кёльнского Клеменса Августа Баварского (1700—1761). Архитектором дворца Аугустусбург стал Иоганн Конрад Шлаун. Охотничий замок Фалькенлуст был построен архитектором Франсуа де Кювилье между 1729 и 1740 годами, как вспомогательное здание. Кювилье проектировал фасады и парадные залы в стилях французского Регентства и раннего рококо. В это же время была построена западная сторона с крыльями галереи. Для дворца Аугустусбург между 1740 и 1746 годами выдающийся архитектор Иоганн Бальтазар Нейман создал парадную лестницу, которая считается одним из главных шедевров немецкого барочно-рокайльного стиля. Лестничные марши и площадки расположены внутри высокого и широкого двусветного зального пространства — идеи архитектора Энрико Цуккалли, осуществлённой им в Новом дворце Шлайсхайм, который был построен для отца Клеменса Августа, курфюрста Макса Эмануэля.
Оба сооружения связываются друг с другом широким парком. Проектировщиком дворцового комплекса зелёных насаждений был садовый мастер Доминик Жирар. В 1800-х годах часть парка, где расположились цветочные сады, подверглась реконструкции ландшафтным архитектором Петером Йозефом Ленне.
В начале XIX века рейнская область, где расположились замки, была оккупирована войсками Наполеона Бонапарта. Когда в 1809 году он увидел Аугустусбург, то расстроился из-за того, что не может увезти этот дворец к себе во Францию. После освобождения Рейнланда в 1815 году дворцовый комплекс перешёл во владение Пруссии. С 1877 года дворец в качестве своей резиденции использовал кайзер Германии Вильгельм I.
После Второй мировой войны Аугустусбург использовался правительством Германии для проведения государственных приёмов. Всего за послевоенное время здесь побывало более 100 глав иностранных государств и правительств. Это было обусловлено близким расположением по отношению к Бонну, который являлся столицей ФРГ.
В настоящее время в Аугустусбурге организуются ежедневные экскурсии для туристов, а прилегающие парки используются в качестве общественного места или для проведения концертов.

## Архитектура
Замок Аугустусбург представляет собой комплекс из трёх крыльев, охватывающих курдонёр (почётный двор). Иоганн Конрад Шлаун, спроектировал его в виде U-образного плана с тремя основными и двумя мансардными этажами. Фасады северного и южного крыльев, обращённые на восток, относятся к числу важнейших произведений немецкого барокко.
Начиная с 1728 года новое здание было дополнительно обставлено мюнхенским придворным архитектором Франсуа де Кювилье, который проектировал парадные залы в стилях французского Регентства и раннего рококо. В это же время была построена западная сторона с галерейными крыльями. Бальтазар Нойман между 1740 и 1746 годами создал лестницу, которая считается одним из шедевров типичного южно-немецкого «барочно-рокайльного стиля».
Лестницы и площадки расположены в высоком, широком зале — идея швейцарского архитектора Энрико Цуккалли, осуществлённая им в Новом дворце Шлайсхайм, построенным для курфюрста Максимилиана II Эмануэля. Иоганн Генрих Рот выполнил окончательную внутреннюю отделку. Караульное помещение на первом этаже отделано жёлто-зелёной лепниной из мрамора и разделено пилястрами. Потолочная фреска — работа Карло Карлоне. Всё оформление комнаты прославляет дом Виттельсбахов. Потолочная фреска на лестнице также была создана Карло Карлоне.

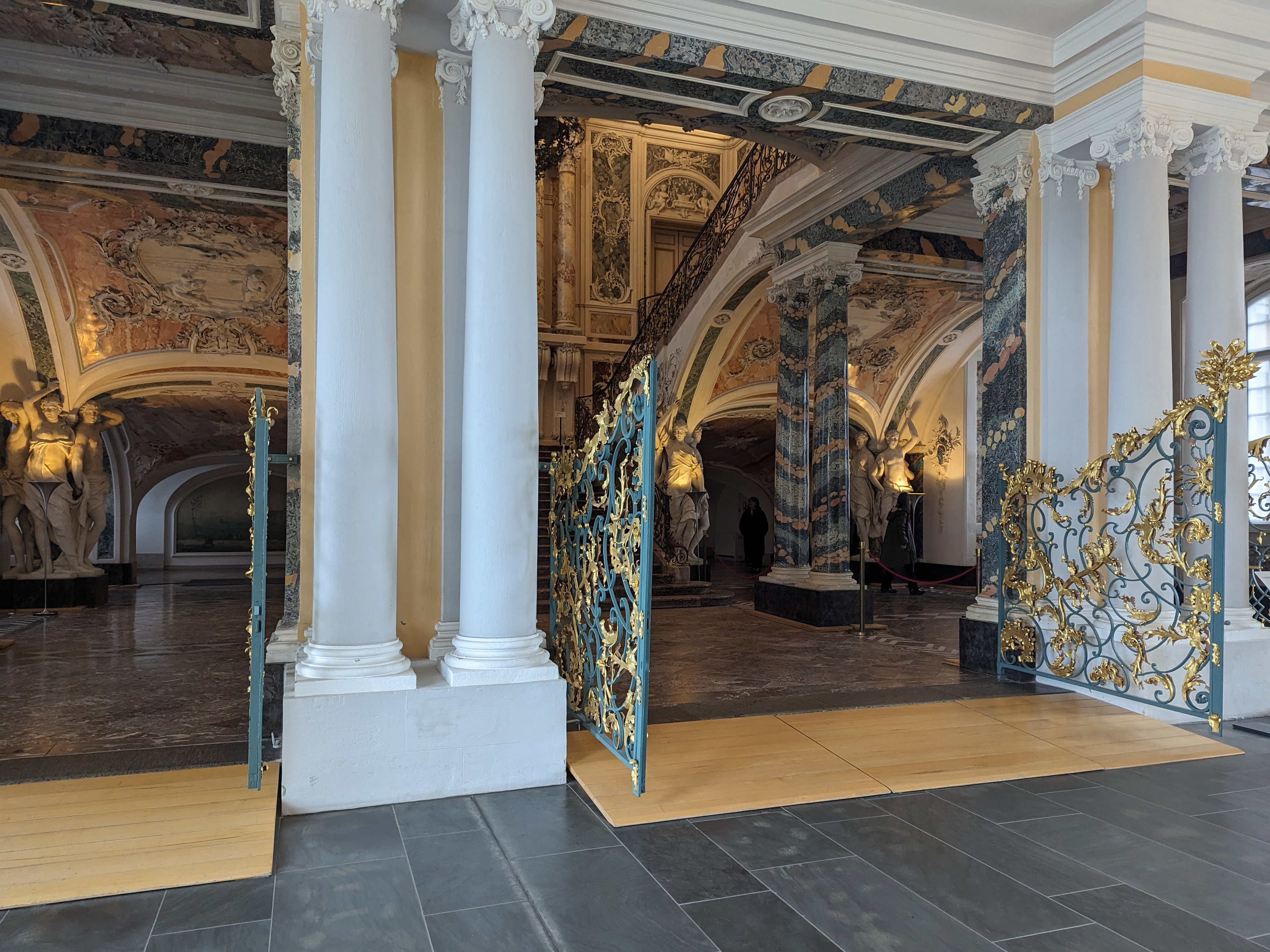
Вестибюль
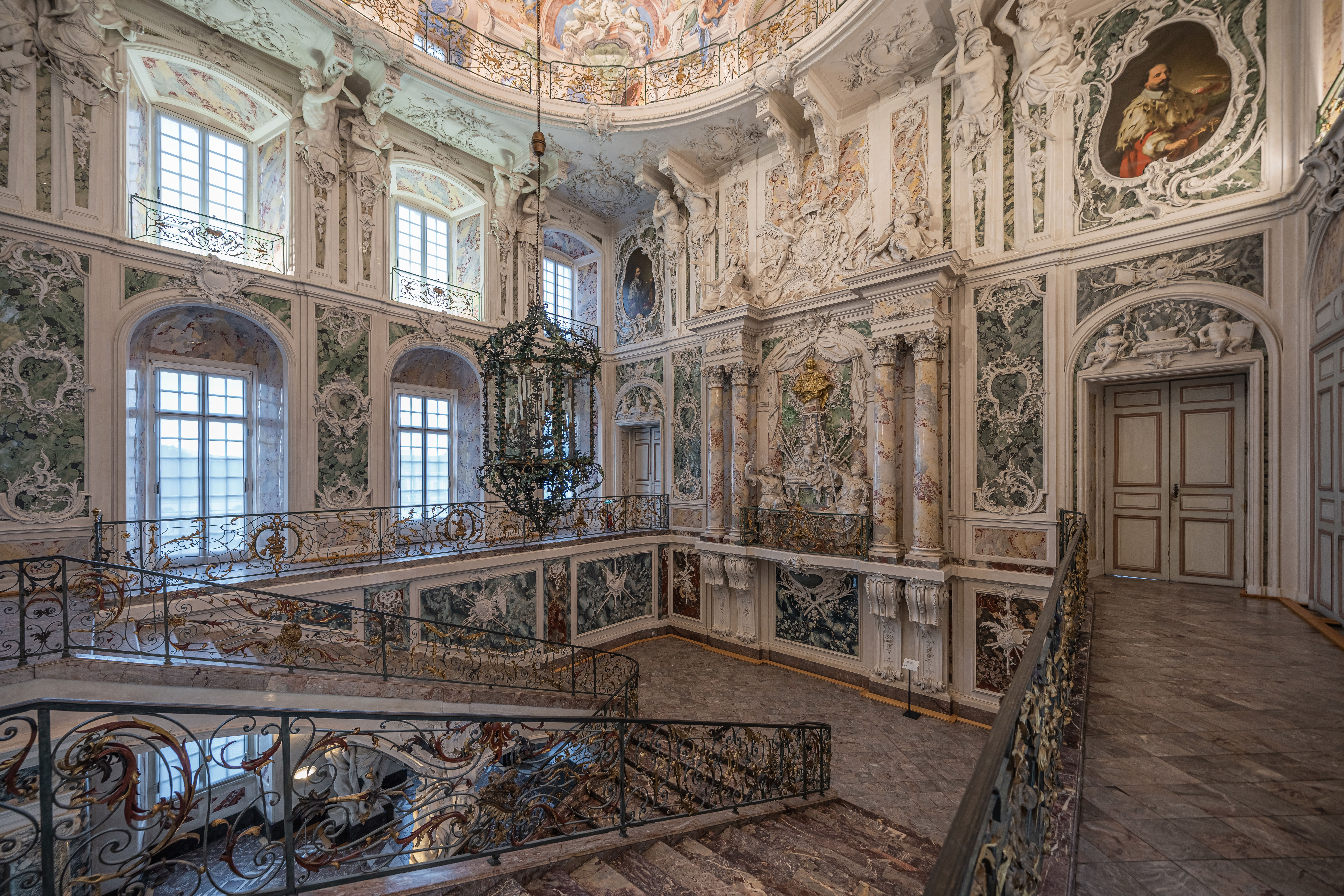
Парадная лестница дворца Аугустусбург. 1740—1746.
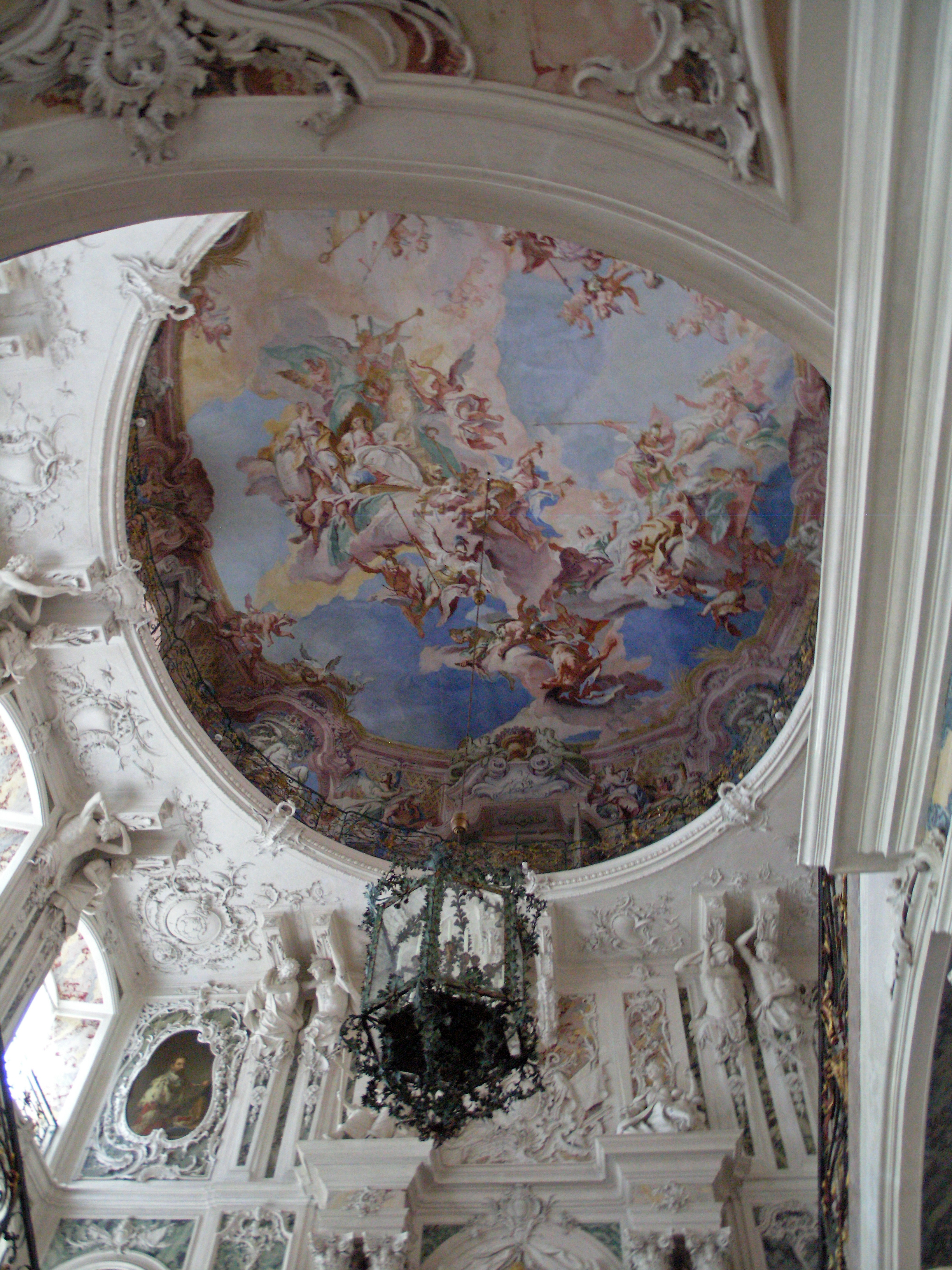
Роспись плафона К. Карлоне
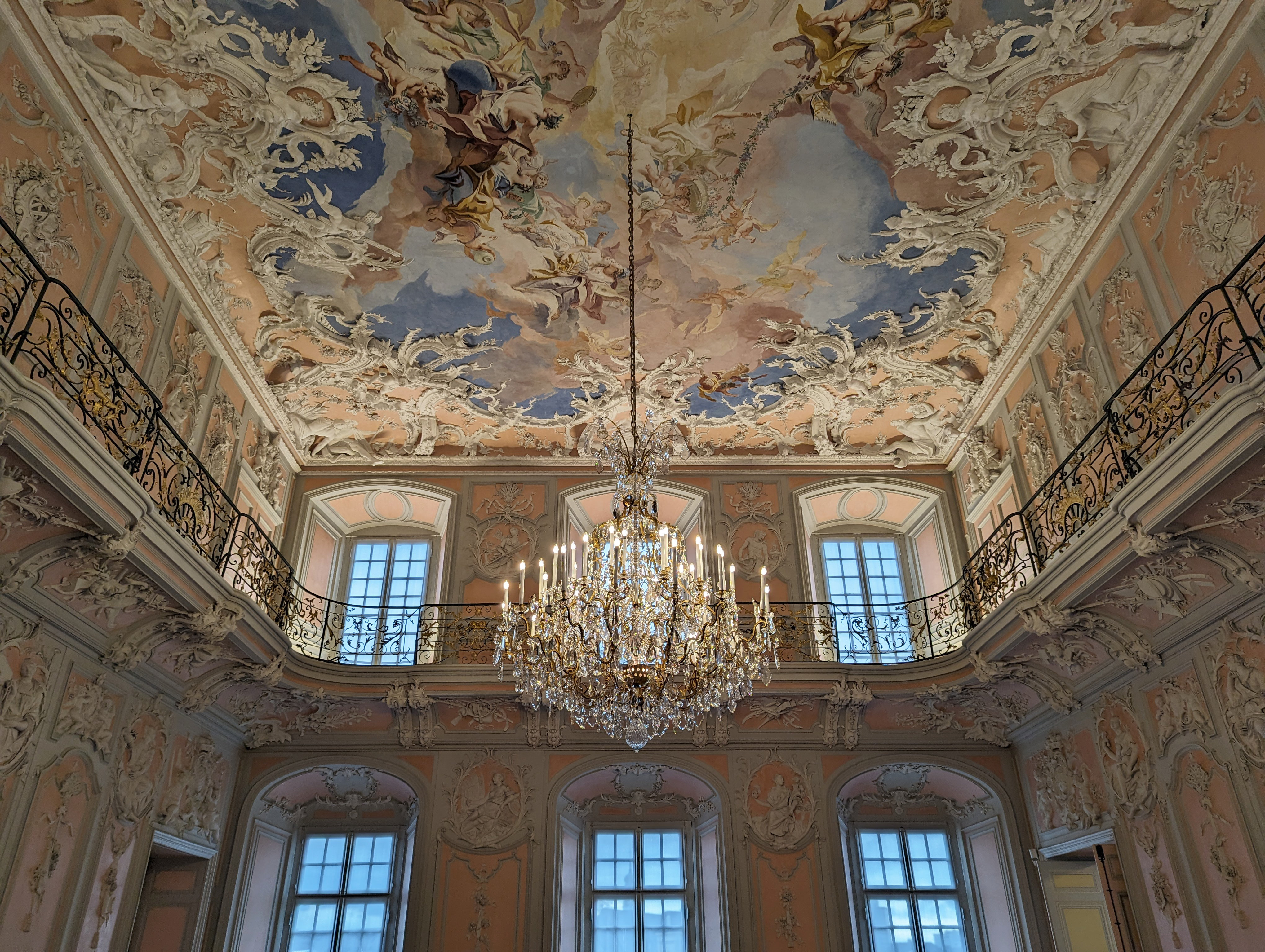
Плафон Двусветного зала
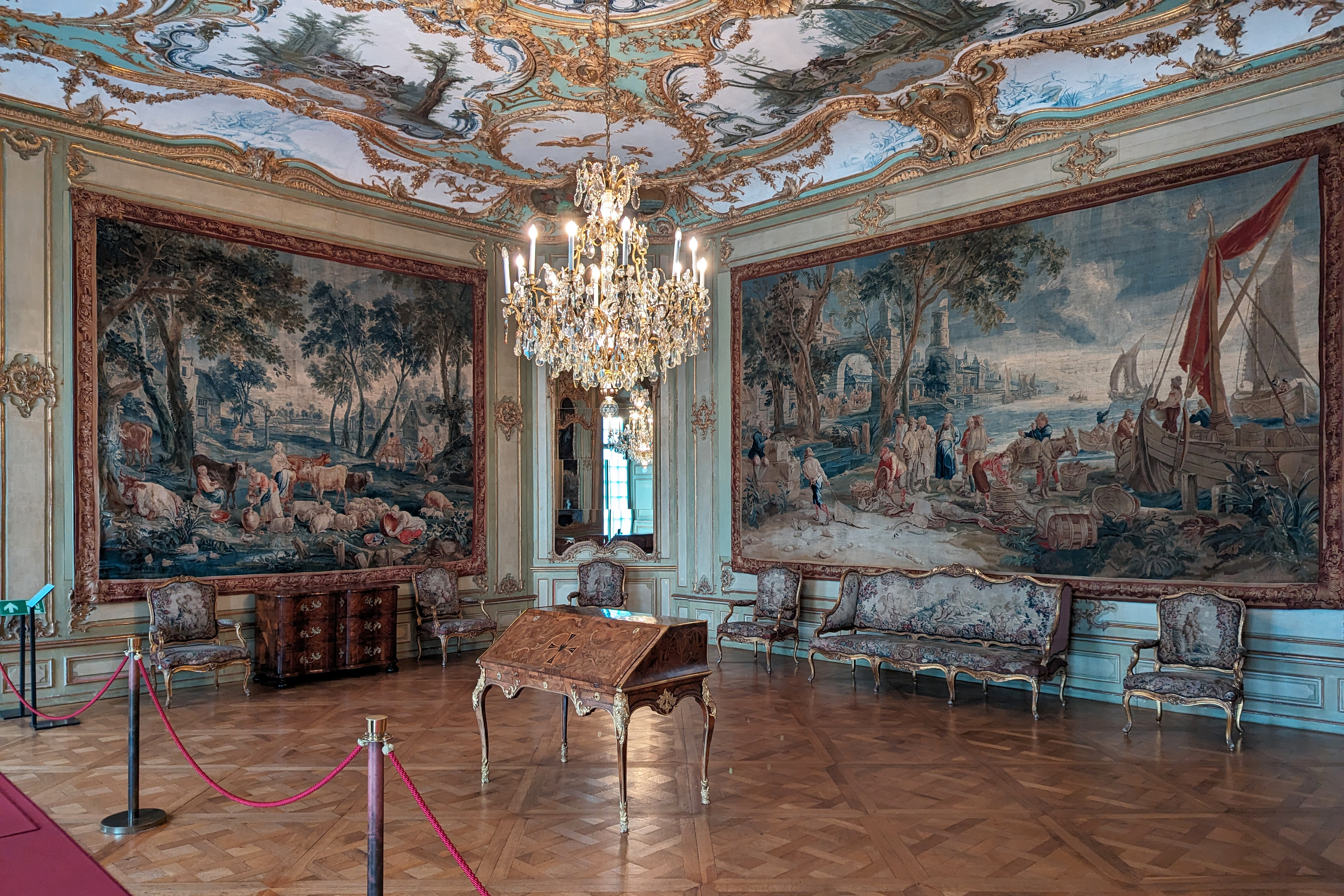
Зал шпалер
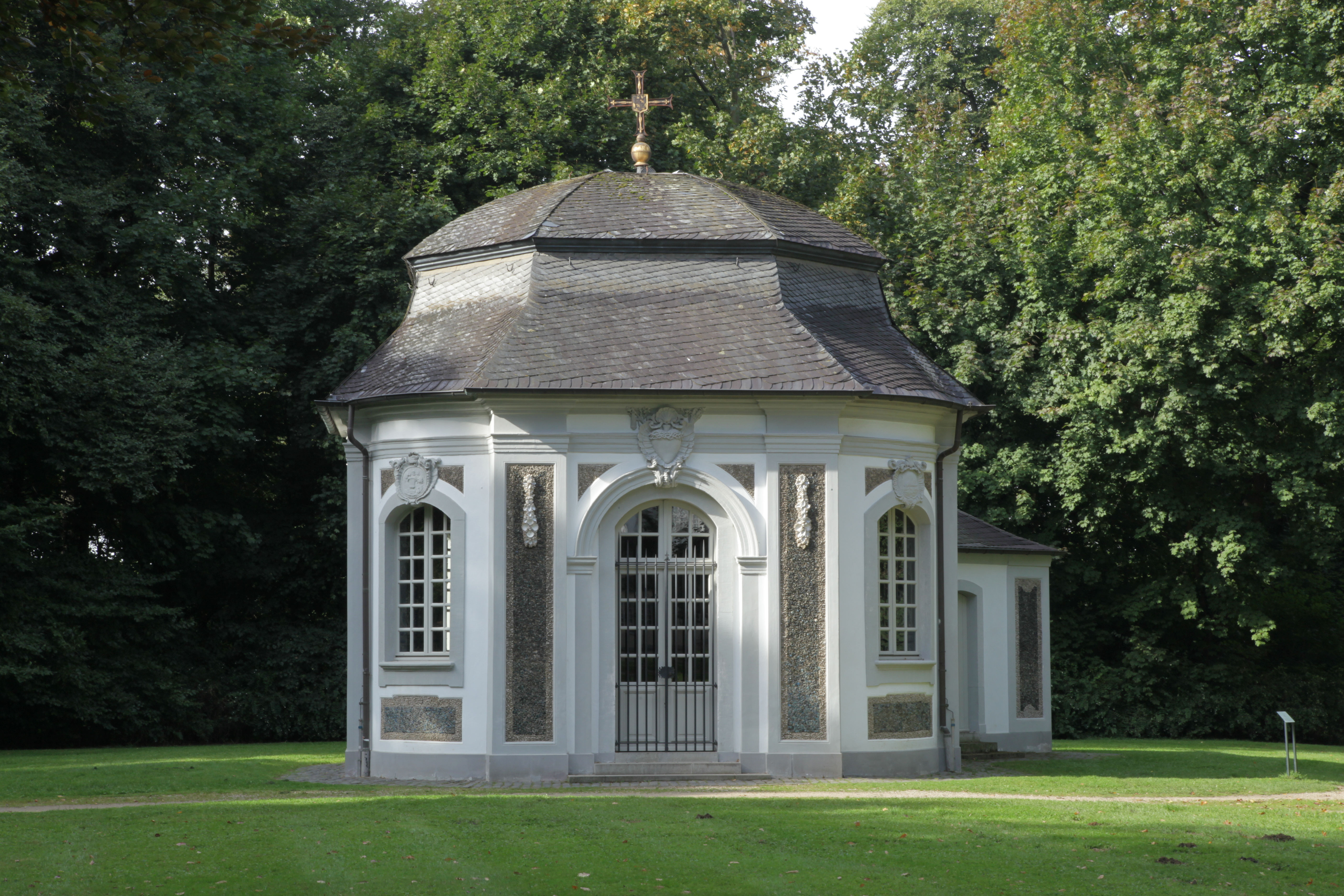
Дворцовая капелла
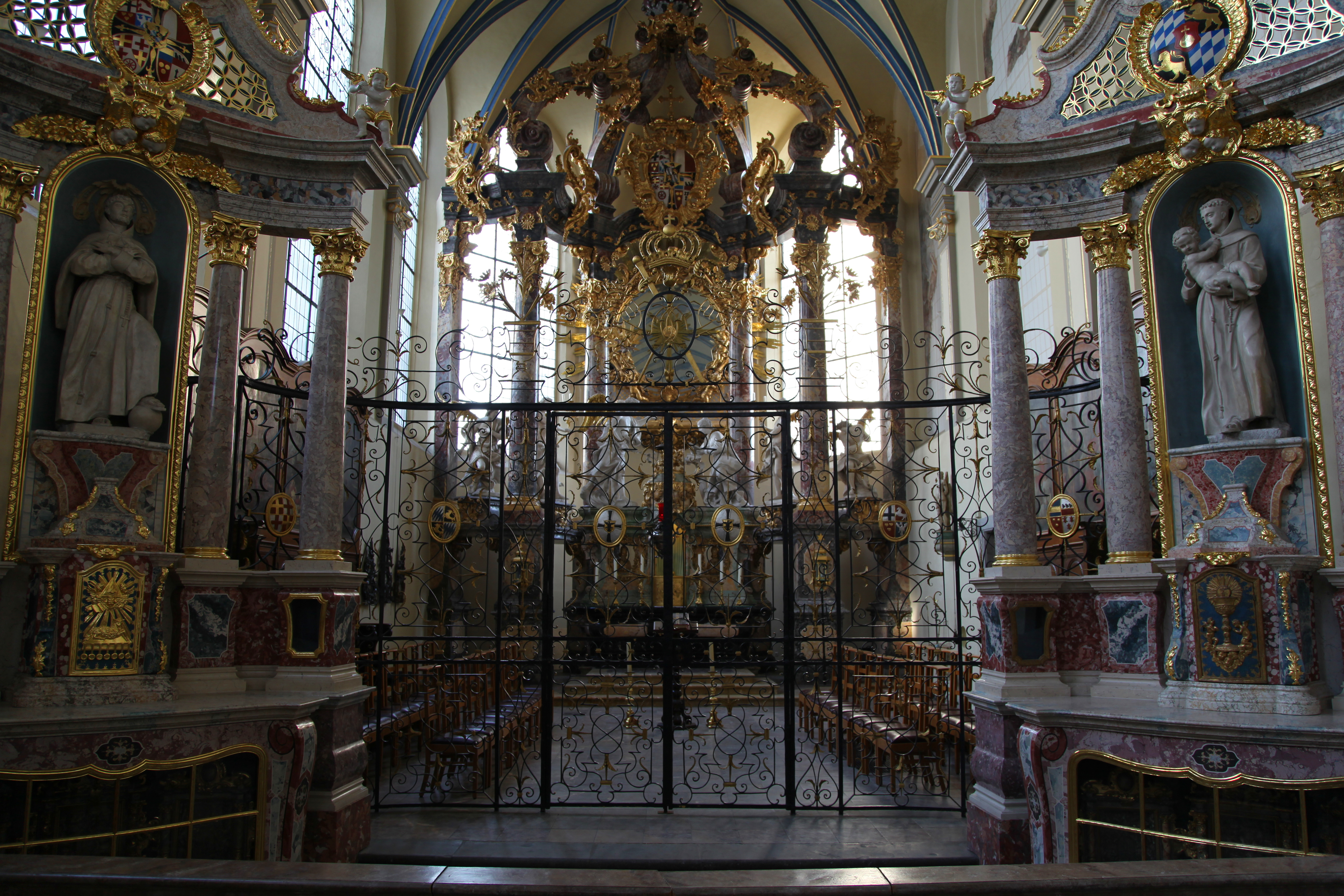
Дворцовая капелла. Интерьер
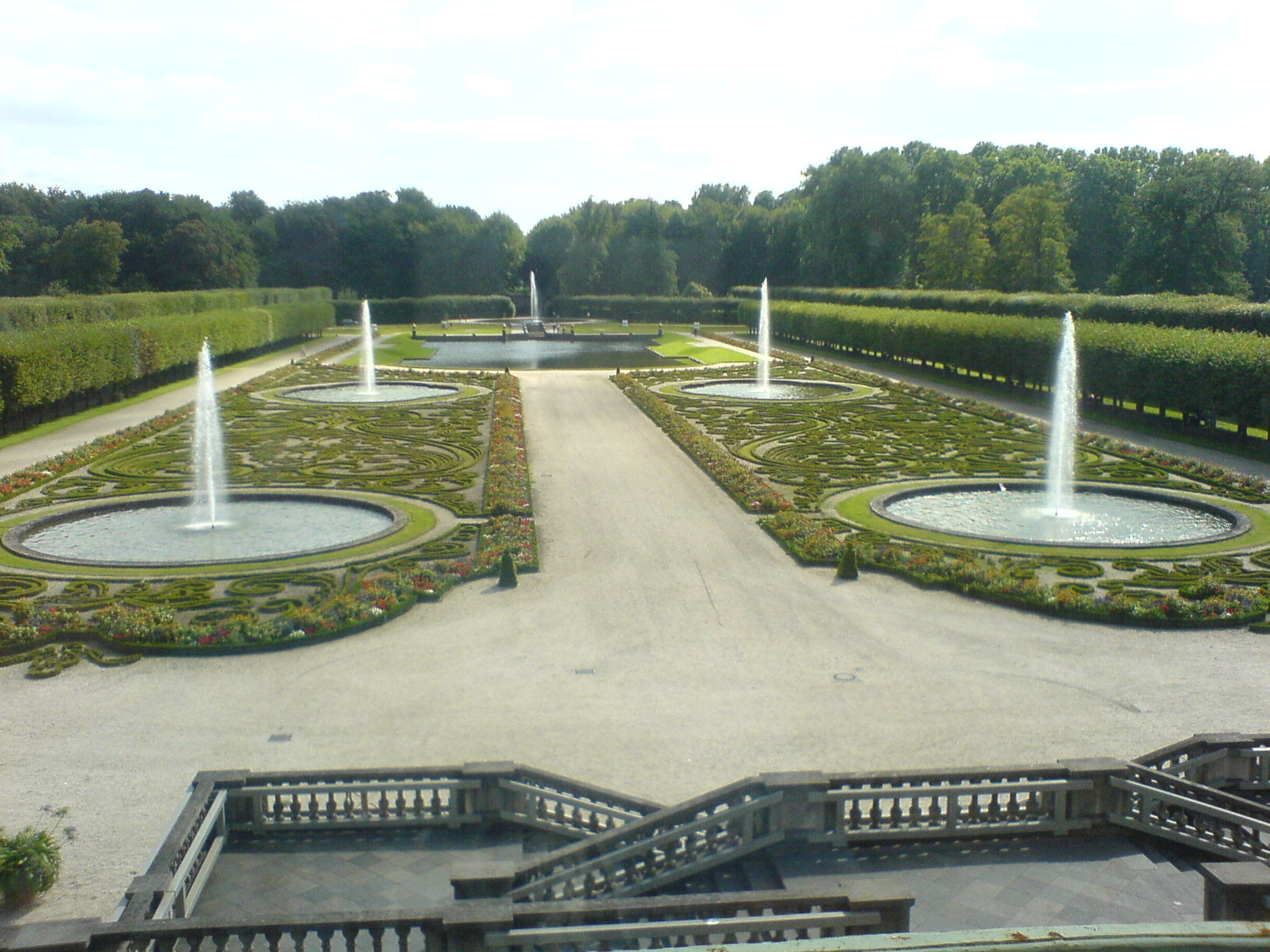
Парк